# Eritreai nakfa
A nakfa az 1993-ban függetlenné vált Eritrea hivatalos pénzneme.
1997-ben vezették az etióp birrt váltva. Nakfa egy észak-eritreai település, amely az eritreai függetlenségi háború első jelentős győzelmének helyszíne.

## Bankjegyek
2016-ban új bankjegyeket vezettek be, ugyanis az afrikai embercsempészek nakfában kérték a csempészés díját. A kormány ezért teljes titoktartásban kezdeményezte a bankjegyek cseréjét. A jelenlegi ötödik bankjegysorozat, amely az összes korábbi valutát értéktelenné tette, 2015.5.24-i keltezésű.
A jelenlegi bankjegysorozat egy afro-amerikai bankjegytervező, Clarence Holbert alkotása, amelyet a Giesecke & Devrient német valutanyomtató nyomtat.